# Chudoba ve Spojených státech amerických

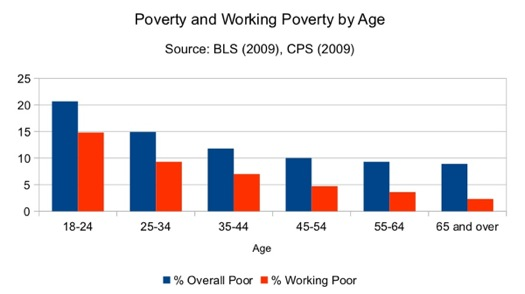
Chudoba v USA (Modrá - celková chudoba, Červená - chudoba u pracujících lidí)

Chudoba je strádání něčeho, nebo strádání společností přijatelného množství peněz, nebo materiálního bohatství. Nejčastější mírou chudoby v USA je práh chudoby (poverty threshold), který je dán vládou USA. Toto měření popisuje chudobu jako nedostatek zboží a služeb, kterých si lidé mainstreamové společnosti neváží. Oficiální práh chudoby je upravován pro inflaci pomocí indexu spotřebitelských cen.
Většina Američanů stráví alespoň jeden rok pod hranicí chudoby v nějakém určitém bodě života mezi jejich 25 až 75 lety. Míra chudoby je neustále vyšší ve venkovských a centrálních částech země než v příměstských oblastech.  
Mezi odhady počtu lidí v USA žijících v chudobě jsou malé rozdíly. Jedna organizace odhaduje, že v roce 2015 13.5 % Američanů (43.1 miliónů) žilo v chudobě. A přesto ostatní odborníci zdůrazňují číslo Američanů žijících ve „skoro chudobě“, kterých je skoro 100 miliónů, neboli skoro třetina populace USA. Počínaje v třicátých letech, míry relativní chudoby konsistentně překročily míry ostatních bohatých zemí. Nejnižší míry chudoby jsou v New Hampshire, Vermontu, Minnesotě a v Nebrasce, které mají mezi 8.7 % a 9.1 % populace žijících v chudobě.
V roce 2009 počet lidí, kteří žili v chudobě, dosahovalo počtu lidí žijících v chudobě v roce 1960, které poté vedly k národní War on poverty. V roce 2011 byla extrémní chudoba (domácnosti, které žily denně na méně než 2 dolarech, než přišly vládní benefity) v USA 2x krát větší než míra chudoby v roce 1996 (1,5 miliónu domácností, včetně 2,8 miliónu dětí). V roce 2012 procento seniorů žijících v chudobě bylo 14 % oproti tomu 18 % dětí. Dodatek dávek sociální bezpečnosti vedl ke snížení chudoby více než jakýkoliv jiný faktor.
Nedávné výsledky sčítání lidu ukázaly, že polovina populace se označuje za chudé, nebo mající malý příjem, kdy jeden z pěti tzv. mileniálů žije v chudobě. Akademičtí přispěvatelé z TheRoutledge Handbook of Poverty in the United States předpokládají, že nové a extrémní formy chudoby se objeví i v USA jako výsledek neoliberálních strukturálních úprav politiky a globalizace, které označily ekonomicky margalizované komunity, jako opuštěné, přebytkové komunity s nutností kontroly a potrestání.
V roce 2011 dosáhla dětská chudoba rekordních čísel, kdy 16.7 miliónů dětí žilo v domácnostech, které neměly jistotu jídla. To je skoro o 35 % více než čísla v roce 2007. V roce 2013 zařadila zpráva z UNICEF USA jako druhou zemi s nejvyšší relativní dětskou chudobou v dnešním vyspělém světě. Podle studie od Urban Institute, vydané v roce 2016, náctiletí lidé, kteří vyrůstali v komunitách s nízkým příjmem, jsou často nuceni se přidat k nějakému gangu, šetřit se školními obědy, prodávat drogy nebo nabízet sexuální aktivity, protože si nemohou dovolit jídlo.
V lednu v roce 2009 bylo lidí, kteří žili v útulcích nebo byli bez domova, zhruba 643.000 po celém světě. Skoro dvě třetiny žili v pohotovostních útulcích nebo přechodných ubytovacích zařízeních. Zbylá jedna třetina žila na ulici, v opuštěných budovách, nebo v jiných místech, které nejsou určeny pro člověka k žití. Od prvního října v roce 2008 do třicátého září roku 2009 využilo zhruba 1.56 miliónů lidí (0.5 % obyvatelstva) v USA jednou v životě pohotovostní útulek nebo přechodné ubytovací zařízení. Okolo 44 % lidí bez domova je nezaměstnaných. V roce 2018 se začal zvyšovat počet lidí, kteří žijí ve svých vozidlech, protože si nemohou najít domov, který by si mohli dovolit. Obzvláště ve městech s vysokým nárůstem cen bydlení jako je například Los Angeles, Portland, Oregon a San Francisco.
V červnu roku 2016 IMF (International Monetary Fund) upozornila USA o tom, že se musí urgentně zakročit kvůli vysokým mírám chudoby pomocí zvýšení minimální mzdy a nabízení ženám placené mateřské dovolené, aby se chtěly navrátit do pracovního prostředí. V prosinci roku 2017 se Philip Alston, speciální reportér Organizace Spojených Národů na téma extrémní chudoby a lidská práva ujmul dvoutýdenního vyšetřování, které se zabývalo efekty systematické chudoby v USA a ostře zamítl „soukromé zdraví a veřejnou špínu“. Alstonův článek byl uveřejněn v květnu roku 2018 a zdůrazňuje, že 40 milionů lidí žije v chudobě a přes 5 miliónů lidí žijí v podmínkách tzv. „třetího světa“.

## Míry chudoby

### Dvě oficiální míry chudoby
Existují dvě základní verze míry federální (spolkové) chudoby: chudoba prahu (která je primární verzí) a směrnice chudoby. Oficiální úřad pro sčítání lidu USA vydává prahy chudoby, které jsou obecně užity pro statistické účely. Například na odhady čísel lidí, kteří žijí v chudobě po celém světě. Rozčleňují se na základě typu sídla, rasy a dalších společenských, ekonomických a demografických kritérií. Oddělení pro zdraví a lidské služby vydává směrnice chudoby pro administrativní účely. Například, aby určila, jestli je osoba nebo rodina oprávněna užití pomoci od různých federálních programů.
„Orshanské prahy chudoby“ utváří základ pro současné míry chudoby v USA. Mollie Orshanská byla ekonomkou, která pracovala pro Social Security Administration (SSA). Její práce se objevila v zásadní moment. Článek Orshanské byl vydán později téhož roku, kdy Johnson deklaroval válku proti chudobě. Vzhledem k tomu, že její míry byly absolutní, dokázalo se objektivně odpovědět na otázku, zda vláda USA „vyhrávala“ tuto válku. 
The Bureau of the Budget (nyní už Office of Managment and Budget) převzal Orshanské definice pro statistické účely ve všech exekutivních odděleních vlády. Míry od Orshanské jim přinesly škálu hraničních příjmů nebo prahů, které jsou přizpůsobené faktorům jako velikost rodiny, pohlaví hlavy rodiny, počet dětí mladších než 18 let a žití/nežití na farmě.
V době, kdy byla utvářena definice chudoby, ministerstvo zemědělství objevilo, že tří- a vícečlenné rodiny utratí zhruba jednu třetinu již zdaněného příjmu na jídlo. Pro tyto rodiny byly nastaveny prahy chudoby jinak. Jejich práh chudoby je 3x cena ekonomického jídelního plánu. Zároveň pomocí různých metod byly vypočítány prahy chudoby pro domácnosti, které jsou dvoučlenné nebo pro lidi, kteří žijí sami. Každoroční aktualizace SSA Prahy chudoby jsou založené na změnách cen v ekonomickém jídelním plánu. Aktualizace se ale neodráží na ostatních změnách. Dvě změny byly provedeny ve znění definice chudoby v roce 1969. Prahy chudoby pro rodiny nežijící na farmě jsou vázány na každoroční změny v ConsumerPrice Index. Než aby byly vázány raději na změny cen v ekonomickém jídelním plánu. Prahy pro farmy se zvýšily ze 70 procent na 85 procent nefaremních obydlí.
V roce 1981 byly udělány dodatečné změny v definici chudoby. Byly odstraněny prahy chudoby, které byly zvlášť pro „farmy“ a „ženy domácnosti“. Největší rodinnou kategorií je kategorie „devět členů a více“.
I přes tyto všechny změny se za posledních padesát let přístup vlády USA k měření chudoby nezměnil. Více nedávných výzkumů spotřeby jídel v domácnosti ukázaly, že tříčlenné domácnosti utratí v současné době pouze okolo jedné osminy jejich rozpočtu na jídlo. Ceny bydlení stejně jako procento rozpočtu na bydlení se význačně zvýšily od té doby, kdy se ustanovila definice chudoby.

### Nedávné míry chudoby a směrnice
Údaje směrnic chudoby nejsou údaje, které používá The Census Bureau k vypočítání počtu chudých lidí. Požívají míry chudoby. The Census Bureau poskytuje vysvětlení rozdílů mezi prahy chudoby a směrnicemi. Zároveň používají sadu prahů peněžního příjmu, které se liší podle velikosti rodiny a skladby, která určí, kdo je chudý. Údaj pro čtyřčlennou rodinu bez žádných dětí pod 18 let je 22.541 dolarů. Zatímco údaj pro čtyřčlennou rodinu se dvěma dětmi pod 18 let je 22.162 dolarů. Pro porovnání, v roce 2011 směrnice chudoby HHS pro čtyřčlennou rodinu je 22.350 dolarů.

### Relativní míry chudoby
Dalším způsobem pohledu na chudobu jsou relativní výrazy. Relativní chudoba může být definována jako mít značně menší příjem a bohatství než ostatní členové společnosti. Tudíž míra relativní chudoby je měření nerovnosti příjmů. Když se zvýší standard bydlení mezi lidmi, kteří jsou ve více příznivých pozicích a lidmi, kteří jsou chudí, relativní míra chudoby se odrazí na růstu a zvětšení nerovnoměrných příjmů. Kontroverzí je, že míra relativní chudoby se může zmenšit. S nízkým příjmem mají lidé méně bohatství, pokud bohatství bohatších lidí je sníženo vyšším procentem než jejich.
Někteří kritici tvrdí, že spoléhání na nepoměr za účelem stanovení toho, kdo je ožebračený, může být zavádějící. Data z Bureau of Labour Statistics navrhují, že utrácení spotřebitele se liší méně než příjem spotřebitele. V roce 2008 utratila nejchudší pětina amerických domácností v průměru 12.995 dolarů na osobu za zboží a služby (ne za daně), druhá pětina utratila 14.168 dolarů, třetí 16.255 dolarů, čtvrtá 19.695 dolarů, zatímco nejbohatší pětina utratila 26.644 dolarů. Rozdíly ve výdajích jsou menší než rozdíly v příjmech.

### Distribuce příjmů a relativní chudoba
I přesto, že se relativní přístup teoreticky velmi liší od Orshanské definice, zásadní faktory obou definicí jsou podobné více, než se zdá. Zaprvé, takzvaná standardizace příjmu v obou případech je velmi podobná. Aby se dal porovnat příjem v rámci domácnostech různých velikostí, jsou použity rovnocenné míry k standardizovaní příjmu domácností do úrovně jednočlenné domácnosti. V porovnání s průzkumem hranice chudoby v USA, který je založen na jasně vymezeném „košíku zboží“, je vidět, že standardizované metody vykazují stejné výsledky pro většinu běžných domácností.

## Chudoba a demografie
Kromě rodinného stavu souvisí s vysokou mírou chudoby ve Spojených státech také rasa/etnický původ a věk. Přestože data týkající se rasy a chudoby jsou rozsáhle publikována a zpracována, souvislost s rodinným stavem je zatím nejsilnější.

### Chudoba a status rodiny
Podle statistiky z US Census z roku 2007 je 5,8 % všech lidí z úplných rodin chudých, 26 % chudých lidí vyrůstalo v domácnosti jen s jedním rodičem a 19.1 % chudých lidí žije samo. Více než 75 % chudých domácností je vedeno ženou.

### Údaje podle rasy/etnického původu a rodinného stavu z roku 2007
Mezi manželskými páry je 5,8 % osob které žily v chudobě. Toto číslo se dělilo podle rasy a etnického původu takto: 5,4 % všech bělochů (včetně bílých Hispánců), 10,7 % všech černochů (včetně černých Hispánců) a 14,9 % všech Hispánců (všech ras).
Mezi svobodnými rodiči (muži i ženami) 26.6 % žilo v chudobě. Tohle číslo se dělilo podle rasy a etnického původu takto: 22,5 % všech bělochů (včetně bílých Hispánců), 44,0 % všech černochů (včetně černých Hispánců) a 33,4 % Hispánců (všech ras).
Mezi lidmi, kteří žili sami jich 19,1 % žilo v chudobě. Tohle číslo se dělilo podle rasy a etnického původu takto: 18 % bělochů (včetně bílých Hispánců), 28,9 % černochů (včetně černých Hispánců) a 27 % Hispánců (všech ras).

### Chudoba a rasa/etnický původ
Data z US Census tvrdí, že v roce 2014 žilo v chudobě 14,8 % populace z toho: 10.1 % všech nehispánských lidí, 12 % všech asijských lidí, 23,6 % všech Hispánců (všech ras), 26,2 % všech Afroameričanů, 28,3 % domorodých Američanů/rodilých Aljaščanů
V roce 2010 zhruba polovina všech lidí žijících v chudobě byli bílý nehispánci (19,6 milionů) 57 % všech chudých venkovských děti jsou nehispánské bílé děti.
V FY v roce 2009 afroamerické rodiny tvořily 33,3 % TANF rodin, nehispánské bílé rodiny tvořili 31,2 % a 28,8 % tvořili Hispánci.

### Chudoba mezi domorodými Američany
V rezervacích domorodých Američanů je chudoba na velmi vysoké úrovni. 7 z 11 nejchudších oblastí v příjmu na obyvatele, včetně 2 nejchudších v US, zahrnuje rezervace Lakota Sioux v Jižní Dakotě.
Tento fakt byl pojmenován několika kritiky jako mechanismus napomáhající „únosu“ dětí z Lakoty ministerstvem sociálních služeb v Jižní Dakotě. Projekt práva lidí z Lakoty čelí mimo jiné kritice z důvodu údajného nepřiměřeného vyrovnávání ekonomické chudoby a zanedbání péče v Jižní Dakotě. Míra zanedbání péče v Jižní Dakotě je o 18 % vyšší než národní průměr. V roce 2010 byl národní průměr zanedbání péče pěstounských dětí předtím, než je stát vezme do péče 78,3 %. V Jižní Dakotě to bylo 95,8 %.
Chudoba v rezervaci Pine Ridge ovlivňovala délku dožití osob v rezervaci.  „Z nedávných zpráv vyplývá, že průměrná délka života je zde 45 let, zatímco v jiných státech je to 48 let pro ženy a 52 let pro muže. Je to nejkratší očekávaná délka života pro jakoukoli komunitu na západní polokouli mimo Haiti, podle The Wall Street Journal.

### Chudoba a věk
US Census ukázal, že v roce 2010 žilo v chudobě 15,1 % populace. Z toho: 22 % lidí pod 18 let, 13,7 % lidem bylo mezi 19-21 lety a 9 % bylo 65 a více let.
Organizace pro ekonomickou spolupráci a vývoj (The Organization for Economic Co-operation and Development (OECD)) používá odlišné měřítko pro měření chudoby a v roce 2008 prohlásili, že dětská chudoba je ve Spojených státech na 20 % a chudoba mezi staršími lidmi na 23 %. Nezisková organizace Feeding America vydala studii (květen 2009) na základě údajů z let 2005-2007 z U.S. Census Bureau a Agriculture Department, která tvrdí, že 3,5 milionu dětí do věku 5 let hrozí ve Spojených státech hlad). Studie ukázala, že v 11 státech (Louisianu, která zaujímá nejvyšší příčku, následuje North CarolIna, Ohio, Kentucky, Texas, New Mexico, Kansas, South Carolina, Tennessee, Idaho a Arkansas) je více než 20 % dětí pod 5 let, které jsou údajně ohroženi hladem tzv. přijmou méně než 1800 kalorií za den). Studie byla financována ConAgra Foods, což je obrovská potravinářská společnost.

#### Dětská chudoba
V roce 2016, 16,1 milionů amerických dětí žilo v chudobě. Z 49 milionů Američanů, kteří žili v domácnostech s nejistotou jídla bylo 15,9 milionů dětí. V roce 2013, dětská chudoba ve Spojených státech dosáhla rekordně vysokých čísel, kdy 16,7 milionů dětí žilo v takových domácnostech. 47 milionů Američanů se spoléhá na potravinové banky, je to o 30 % více než v roce 2007. Domácnosti vedené jen matkou mají největší pravděpodobnost, že budou postihnuté chudobou. Plenky si nemůže dovolit 30 % matek s nízkými příjmy. Neschopnost dovolit si tuto nutnost může způsobit řadu problémů, ať už mentální, zdravotní, nebo například v chování. Některé ženy jsou nuceny používat plenky víc než jednou. Způsobuje to vyrážky, intimní problémy a další zdravotní komplikace. Nedostatečná péče o děti může být škodlivá pro svobodné matky, může bránit jejich schopnosti získat zaměstnání. Nejvíce postižené jsou Oregon, Arizona, New Mexico, Florida, District of Columbia, zatímco North Dakota, New Hampshire, Virginia, Minnesota a Massachusetts nejméně. 31 % milionů dětí z rodin s nízkými příjmy mají ve škole nárok na jídlo zdarma nebo se slevou díky National School lunch programu z roku 2012. Odhaduje se, že společnost Feeding America pomůže až 3 milionům dětí ve věku 5 let a méně.
Zpráva od National Center on Family Homelessness za rok 2014 uvádí, že počet dětí bez domova v USA dosáhl rekordních hodnot, přičemž v roce 2013 bylo zjištěno, že 2,5 milionu dětí, nebo jedno dítě ze 30, zažilo život na ulici. Vysoká úroveň chudoby, nedostatek cenově dostupného bydlení a domácí násilí byly označeny za hlavní příčiny. Studie z roku 2017, která byla publikována v Health Affairs, zjistila, že USA mají nejvyšší úroveň dětské úmrtnosti mezi 20 zeměmi OECD. Chudoba je také spojena s nepříjemnými dětskými zkušenostmi, jako jsou násilí, pocit diskriminace a šikana.                                                                                

## Chudoba a vzdělání
Chudoba ovlivňuje přístup ke kvalitnímu vzdělávání. Vzdělávací systém je často dotován místními komunitami, proto může blahobyt komunity ovlivňovat kvalitu vzdělávacího systému a učitelů.  Kvůli tomuto mnoho komunit zareagovalo tím, že tyto oblasti financovala z jiných okresů. Komunity s nízkým příjmem si často nemohou dovolit tak kvalitní vzdělání jako komunity s vyššími příjmy což vede k cyklu chudoby
Více než 40,6 milionů lidí ve spojených státech amerických žije v chudobě (Census.gov, 2016), je to způsobeno hlavně mzdovou nerovností (Adams, 2004), inflací a nízkou úrovní vzdělání (Western & Pettit, 2010). Velké množství lidí žijících v chudobě jsou nevzdělaní lidé, kteří vytváří větší nezaměstnanost (Census.gov, 2016) a kriminalitu (Western Pettit, 2010). Pro snížení chudoby je tedy třeba zvýšit vzdělanost, jelikož lidé s vyšším vzděláním mají vyšší šance v životě uspět (Hoynes, Page & Stevens, 2006). Lidé s vysokoškolským titulem čelí menší mzdové nerovnosti, mají lepší vyhlídky dostat se z chudoby a jsou méně zapojeni do kriminality (childrensdefense.org, 2015)

## Faktory chudoby
Existuje velké množství faktorů, které ovlivňují chudobu ve Spojených státech
- Příjem má vysokou souvislost s úrovní vzdělání. V roce 2007 byly průměrné příjmy domácností vedené lidmi s nižší než 9 třídou vzdělání 20,805 dolarů, zatímco domácnosti vedené lidmi s bakalářským titulem 77,605 dolarů a lidé s odbornými tituly vydělávají 100,000 dolarů. Předsedkyně národní banky Janet Yellen v roce 2014 prohlásila: "Veřejné financování vzdělávání je dalším způsobem, kterým mohou vlády pomoci vyrovnat příležitosti domácností pro vzdělávání dětí. Jeden z nejdůležitějších příkladů, je vzdělávání v raném dětství. Výzkum ukázal, že domácnosti, ve kterých se dětem dostane kvalitního předškolního vzdělání, mají vyšší šance dodělat střední školu a začít navštěvovat školu vysokou. S tím souvisí také to, že budou mít práci a vyšší příjem a je méně pravděpodobné, že půjdou do vězení, nebo že budou potřebovat veřejnou pomoc.
- V mnoha případech za chudobu může ztráta zaměstnání. V roce 2007 byla chudoba lidí, kteří byli nezaměstnaní na 21,5 %, ale jen 2,5 % chudých lidí bylo zaměstnáno na hlavní pracovní poměr.
- V roce 1991, bylo pravděpodobné, že 8,3 % dětí z úplných rodin bude žít v chudobě; dětí, které žily jen s otcem to bylo 19,6 % a 47 % dětí, které žily jen s matkou.
- Příjmy se liší s věkem. Například průměrný plat domácností, ve kterých žili osoby od 15-24 byl jen 30.750 dolarů, toto číslo se zvyšuje u domácností s obyvateli mezi 25-35 let na 50.188 dolarů u lidí mezi 35-44 je toto číslo 61.083 dolarů. Ovlivňujícími faktory mohou být vzdělání a pracovní zkušenosti.
- Výše příjmu se mění také podle rasy a etnického původu: 21 % všech dětí ve Spojených státech žije v chudobě, 46 % dětí je černých a 40 % jsou Latinoameričané. Míra chudoby je 9,9 % pro černé manželské páry a pouze 30 % všech černých dětí je narozeno manželským párům. Míra chudoby pro bílé americké občany je podobná 9,6 %. Na druhou stranu, míra chudoby pro černé přistěhovalce je 11,8 % ve srovnání s 25.1 % u původních černochů, což naznačuje, že samotná rasa nevysvětluje rozdíl v příjmech. Ne všechny menšiny mají nízké příjmy. Asijské rodiny mají vyšší příjem než všechny jiné etnické skupiny. Například v roce 2005 průměrný příjem asijských rodin byl 68.957 dolarů ve srovnání s 59.124 dolary pro bílé rodiny. Asijci ale nahlašují diskriminaci častěji než černoši. Podrobněji 31 % Asijců nahlásilo v roce 2005 diskriminaci na pracovišti, zatímco černoši 26 %.
- Odbory, které se zabývají příjmem a nerovnosti v bohatství (odbory, které transferují peníze od rodin s vyššími příjmy do méně bohatých rodin) jsou spojovány a snaží se ovlivnit chudobu. Ekonomové Jared Bernstein a Elise Gould z Econimic Policy Institute tvrdí, že chudoba mohla markantně klesnout, kdyby nerovnost za poslední dekády tak nevzrostla. Ekonom Larry Summers odhadl, že z nerovností v příjmech v roce 1979 plyne, že 80 % rodin mělo průměrný příjem v roce 2014 11.000 dolarů
- Vztah mezi daňovou sazbou a chudobou je sporný. Studie srovnávající vysoké daně ve skandinávských zemích se Spojenými státy navrhují, že vysoké daňové sazby nepřímo souvisí s mírou chudoby. Míra chudoby je ale nízká v některých zemích s nízkou daňovou sazbou, například ve Švýcarsku. Srovnání míry chudoby mezi státy odhalilo, že státy s nízkou daňovou sazbou mají nízkou míru chudoby. Například, New Hampshire má nejnižší míru chudoby ze všech států ve spojených státech a má velmi nízké daně. (je na 46. místě ze všech států). Je ale pravda, že domácnosti ve Švýcarsku i New Hampshire mají velmi vysoké příjmy a další opatření, která ovlivňují daně. Například Švýcarsko má Universal Heatcare a bezplatný vzdělávací systém pro děti mladší 4 let. New Hampshire nemá státní daň z příjmu nebo daň z prodeje, ale má nejvyšší daně z majetku.
- Chudí lidé ve Spojených státech jsou odsuzování s vyššími tresty než lidé z jiných vyspělých zemí. Podle sociologa Bruce Westerna je trest smrti běžný pro chudé muže v produktivním věku.  Studie z roku 2015 od Vera Institute of Justice tvrdí, že věznice v USA se od osmdesátých let staly "masivními sklady“ chudých. Vědci tvrdí, že přeměna již sociálně slabého amerického sociálního státu na penalizační stát po blahobytu spolu s neoliberálními politikami strukturální korekce, globalizací americké ekonomiky a dominancí světových finančních institucí, vytvořily extrémnější formy „chudoby“ v USA, které musí být obsaženo rozšířením systému trestního soudnictví do všech aspektů života chudých, což podle Reubena Jonathana Millera a Emily Shaymanové vedlo k transformaci toho, co to znamená být chudým v Americe.
- Podle Ammerican Enterprise Institute, výzkum prokázal, že příjem a inteligence spolu souvisí. Ve studii z roku 1998 Charles Murray porovnával příjmy sourozeneckých párů s odlišnými kvocienty inteligence (IQ). Odkazoval na vzorek jako utopický, protože vzorkované páry byly vychovány v rodinách s prakticky žádnou nelegitimností, rozvodem nebo chudobou. Průměrné příjmy testovaných osob s IQ nižším než 75 bylo 11.000 dolarů, ve srovnání s 16.000 dolary, které si vydělaly osoby s IQ mezi 75-90. Lidé s IQ 90-110 23.000 dolarů a lidé nad 125 38.000 dolarů. Murrayova práce ohledně IQ byla kritizována Stephenem Jay Gould, Loïcem Wacquant a dalšími, včetně Southern Poverty Law Center

## Obavy ohledně přesnosti
V uplynulých letech se objevila řada obav o oficiálním americkém opatření týkajícím se chudoby. V roce 1995 National Research Council's Committee on National Statistics svolal panel pro měření chudoby. Závěry panelu byly, že „oficiální míra chudoby ve Spojených státech je chybná a dostatečně neinformuje politiku nebo veřejnost o tom, kdo je chudý a kdo není chudý.“
Panelu předsedal Robert Michael, bývalý děkan Harrisovy školy Chicagské univerzity. Podle Michaela oficiální míra chudoby v USA „nedrží krok s dalekosáhlými změnami ve společnosti a ekonomice“. Panel nabízel model založený na disponibilním příjmu.
„Podle doporučení navrhovaného panelem by příjmy měly kromě přijatých peněz zahrnovat i hodnotu bezhotovostních dávek, jako jsou potravinová razítka, školní obědy a veřejné bydlení, které lze využít k uspokojení základních potřeb. Nové opatření by rovněž odčerpalo z hrubého příjmu jisté výdaje, které nelze využít pro tyto základní potřeby, jako jsou daně z příjmů, platby na podporu dětí, náklady na zdravotní péči, pojistné na zdravotní pojištění a výdaje spojené s prací, včetně péče o dítě.“
Jiní političtí analytici, jako je Rebecca Blank z Brookings Institution, kritizovali zastaralé vzorce pro federální hranici chudoby (násobitel potravin 3). Tato formule je založena na průzkumu Household Food Consumption z roku 1955, který zjistil, že v nouzové situaci při nízkých rodinných příjmech rodina o třech členech utratila po zdanění svých příjmů za jídlo třetinu příjmů. Z výsledku vyplynulo, že trojnásobek výdajů na stravu představuje hranici chudoby pro tříčlennou rodinu. Na základě aktuálnějších průzkumů spotřeby domácností se odhaduje, že v roce 2008 by násobitel potravin byl 7,8 spíše než trojnásobný rozpočet na stravu.

### Podceňování chudoby
Mnoho sociologů a vládních úředníků argumentovalo, že chudoba ve Spojených státech je podhodnocená, což znamená, že více domácností žije ve skutečné chudobě než domácnosti pod hranicí chudoby. Nedávná zpráva NPR uvádí, že až 30 % Američanů má potíže vyjít s penězi a jiní obhájci tvrdí, že míra skutečné chudoby v USA je mnohem vyšší než hranice chudoby. Studie provedená v roce 2012 odhaduje, že zhruba 38 % Američanů žije „od výplaty k výplatě“.
William H. Chafe tvrdí, že kdybychom pro měření chudoby použili relativní standard (standard, který vzal v úvahu zvyšující se životní standardy spíše než absolutní podstatu dolaru), pak 18 % rodin v roce 1968 žije v chudobě, v té době bylo však oficiálně odhadnuto 13 %.
Již před rokem 1969 Předsednictvo pracovních statistik navrhlo rozpočty na odpovídající rodinný život. 60 % americké dělnické třídy žilo pod jedním z těchto rozpočtů, což naznačovalo, že mnohem vyšší podíl Američanů, než navrhla oficiální linie chudoby, žije v chudobě. Tato zjištění byla použita také pozorovateli levice. Když zpochybňovali dlouhodobý názor, že většina Američanů dosáhla bohaté životní úrovně během dvou desetiletí po skončení druhé světové války.
Použitím definice relativní chudoby (odrážející použitelný příjem pod polovinu průměrné hodnoty upraveného národního důchodu) se odhadovalo, že v letech 1979-1982 žilo 17,1 % Američanů v chudobě.
Jak bylo uvedeno výše, hodnoty chudoby používané americkou vládou byly původně vytvořeny během iniciativy Johnsonovy vlády v Boji proti chudobě v letech 1963-1964. Mollie Orshansky, vládní ekonomka, která pracovala ve Správě sociálního zabezpečení, který vytvořil prahové hodnoty, jež byly založeny na nákladech na nákup toho, co bylo v polovině padesátých let určeno Ministerstvem zemědělství USA jako minimální nutričně adekvátní množství potravin pro nezbytné nakrmení rodiny. Orshansky vynásobila náklady na nákup potravin třikrát za předpokladu, že průměrná rodina utrácela jednu třetinu svých příjmů za jídlo.
Zatímco práh chudoby je aktualizován každý rok kvůli inflaci, koš potravin, používán k určení toho, co znamená zbavení společensky přijatelné minimální životní úrovně, nebyl od roku 1955 aktualizován. Výsledkem je, že současná hranice chudoby zohledňuje pouze nákupy potravin, které byly běžné před více než 50 lety, přičemž jejich náklady byly aktualizovány pomocí Indexu spotřebitelských cen. Když byly metody podobné Orshanským používány k aktualizaci spotřebního koše s použitím cen za rok 2000 namísto téměř o půl století dříve, bylo zjištěno, že hranice chudoby by měla být ve skutečnosti o 200% vyšší než oficiální úroveň používaná vládou toho roku.
I přesto by tato úroveň mohla být považována za nedostatečnou, protože by byla založena téměř výhradně na výdajích za potraviny za předpokladu, že rodiny stále utrácejí třetinu svého příjmu za jídlo. Ve skutečnosti Američané v roce 2000 obvykle utratili méně než jednu desetinu svého příjmu po zdanění za potraviny. Pro mnohé rodiny jsou náklady na bydlení, zdravotní pojištění a zdravotní péči, dopravu a přístup k základním telekomunikacím mnohem větší sousto pro rodinný rozpočet než před půl stoletím, nicméně, jak bylo uvedeno výše, při určování oficiálního prahu chudoby není přihlíženo na žádný z těchto nákladů. Podle Johna Schwarze, politologa na univerzitě v Arizoně:
„Oficiální limit života na pokraji chudoby v dnešní době v podstatě znamená to, co je zapotřebí v dnešních dolarech, přizpůsobeno inflaci, ke koupi stejné životní úrovně na pokraji chudoby, která by byla stejná půl tisíciletí zpátky, v roce 1955, kdy se pořídila základní data do rovnice pro první výpočet chudoby. Poté, co byla aktualizována pouze inflace, v průběhu času ztratila linie chudoby veškeré spojení se současnými spotřebními vzory průměrné rodiny. Poměrně málo rodin pak nemělo vlastní soukromý telefon, auto, nebo dokonce mixér ve své kuchyni. Oficiální hranice chudoby tak mohla být pod společnostní branou minimální hranicí, i přes to, že bylo cílem tuto hranici změřit.“
Problém podceňování chudoby je obzvlášť naléhavý ve státech s vysokou životní úrovní a vysokou mírou chudoby jako je Kalifornie, kde byla průměrná cena domu v květnu 2006 stanovena na 564.430 dolarech. V oblasti Monterey, kde je největším ekonomickým obdobím zemědělství s nízkými platy a většina obyvatelstva nemá vysokoškolské vzdělání, byla průměrná cena domu stanovena na 723.790 dolarů, což vyžaduje vyšší příjem ze střední třídy, který však získá pouze 20 % domácností v kraji.
Takové výkyvy na místních trzích se však ve Federální hranici chudoby nepočítají, a tak z celkového počtu domácností, které jsou považovány za chudé, vynechávají mnoho lidí, kteří žijí v podmínkách podobných chudobě.
V roce 2011 Úřad pro sčítání lidu zavedl nové dodatečné opatření zaměřené na chudobu, jehož cílem je poskytnout přesnější představu o skutečném rozsahu chudoby ve Spojených státech. SPM rozšiřuje oficiální míru chudoby tím, že přihlíží k mnoha vládním programům určeným na pomoc rodinám a jednotlivcům s nízkými příjmy, které nejsou zahrnuty v současném oficiálním opatřením chudoby. Podle tohoto nového opatření žilo v roce 2011 16 % Američanů v chudobě ve srovnání s oficiálně uváděným údajem 15,2 %. Nové opatření také odhaduje, že téměř polovina všech Američanů žije v 200% federální hranici chudoby.
Profesor veřejné politiky a ekonomie na Dukeově univerzitě Sandy Darity, Jr. říká: „Neexistuje přesný způsob měření chudoby. Měření závisí na tom, jak si představujeme a definujeme chudobu. Úsilí vyvíjet rafinovanější opatření mají výzkumní pracovníci, kteří chtějí úmyslně poskytnout odhady, které snižují míru chudoby.“
Podle studie z roku 2017, kterou napsal ekonom MIT Peter Temin, žijí Američané v chudobě, která se dá srovnávat s rozvojovým světem a jsou nuceni bojovat s nedostatečným vzděláním, zchátralým bydlištěm a nedostatkem stálých pracovních příležitostí. Studie z roku 2017 uveřejněná v časopise American Journal of Tropical Medicine and Hygiene zjistila, že daleko na jihu byl objeven měchovec lidský, parazit, kterému prospívá extrémní chudoba. Zpráva o studii v TheGuardian uvedla:
„Vědci z Houstonu v Texasu odhalili jedno z nejtemnějších a nejhlubších tajemství Ameriky: skryté pod báječným bohatstvím, Spojené státy tolerují nemoci související s chudobou srovnatelně jako nejchudší státy světa. Více než jeden ze tří lidí, kteří byli testováni v chudé oblasti Alabamy, měli pozitivní výsledky na testování měchovce lidského, gastrointestinálního parazita, o němž se předpokládalo, že byl z USA odstraněn před desítkami let.“
Přibližně 12 milionů Američanů žije s nemocemi spojenými s extrémní chudobou.
Podle Filipa Alstona, zvláštního zpravodaje OSN o extrémní chudobě a lidských právech, žilo v roce 2017 ve Spojených státech 19 milionů lidí v hluboké chudobě (celkový příjem rodiny je pod polovinou hranice chudoby).
Městský institut oznámil v srpnu roku 2018, že téměř polovina Američanů, nebo 4 z 10, usiluje o poskytnutí základních potřeb, jako je bydlení, služby, potraviny a zdravotní péče.

### Přeceňování chudoby
Někteří kritici tvrdí, že oficiální definice chudoby v USA je v rozporu s tím, jak ji definují obyvatelé a zbytek světa, protože vláda Spojených států považuje mnoho lidí za statisticky zchudlé i přes schopnost dostatečně uspokojit jejich základní potřeby. Podle tvrdě kritizovaného dokumentu z roku 2011 vydaného v The Heritage Foundation stážistou Robertem Rectorem, bylo v roce 2009 43,6 milionu Američanů podle úřadu pro sčítání lidu považováno jako žijící pod prahem chudoby, i přes to, že měli adekvátní přístřeší, jídlo, oblečení a lékařskou péči. Dokument dále uvádí, že osoby, které jsou v roce 2011 považovány za osoby pod hranicí chudoby, mají mnohem vyšší životní úroveň než ti, kteří byli před 40 lety po sčítání lidu označeni jako chudí. Například v roce 2005 mělo 63,7 % lidí žijících v chudobě kabelovou nebo satelitní televizi. V některých případech zpráva dokonce uvedla, že lidé, kteří v současné době žijí v chudobě jsou na tom lépe než průměrní lidé v minulosti. Například v roce 2005 mělo klimatizaci 78,3 % domácností žijících v chudobě, zatímco v roce 1970 mělo klimatizaci pouze 36,0 % všech domácností.
Podle The Heritage Foundation federální hranice chudoby taky vylučuje jiné příjmy než příjmy peněžní, zejména sociální dávky. Pokud by tedy potravinové známky a veřejné bydlení úspěšně zvyšovaly životní úroveň osob postižených chudobou, údaje o chudobě by se neměly měnit, protože neberou v úvahu příjmové ekvivalenty těchto nároků.
Studie z roku 1993 o matce samoživitelce s nízkým příjmem s názvem Making Ends Meet od socioložky z Pensylvánské univerzity Kathryn Edin ukázala, že matky utrácejí více než jsou jejich vykázané příjmy, protože „nemohou vyjít s penězi“. Podle Edinové přispěli k dorovnání rozdílů rodinní příslušníci, nepřítomnost přítele, práce na černo a farní charity.
Podle Edinové: „Nikdo se nevyhne výdajům, které nejsou nezbytné, jako je výlet do Dairy Queen, nový pár stylových tenisek pro syna, který by místo toho mohl prodávat drogy, aby získal nějaké peníze nebo předplatné kabelové televize pro děti, které jsou doma samy, protože se obáváte, aby nebyli venku na ulici, kdyby TV nemohly sledovat. Mnoho matek však vynechává jídlo nebo vykonávají zvláštní práci, aby pokryly tyto výdaje. Podle Edinové „většina matek závislých na blahobytu utratí jenom za přístřeší a jídlo tolik, kolik obdržely od vlády. Ve více než třetině případů náklady na stravu a bydlení překročily finanční dávky a finance na lékařskou péči, oblečení a další výdaje domácnosti už nezbyly.“
Steven Pinker, píšící pro The Wall Street Journal, trvrdí, že míra chudoby měřená spotřebou klesla z 11 % v roce 1988 na 3 % v roce 2018.

## Boj s chudobou
V době nerovností jsou politiky proti chudobě důležitější než kdy jindy, neboť větší nerovnosti vytváří jak vyšší chudobu, tak strmější překážky pro dosažení pokroku, ať již kvůli nedostatku včasného vzdělání, výživy, přijatelného bydlení a mnoha dalších podmínek pojených s chudobou, které zmenšují životní šance.      – Jared Bernstein
Došlo k mnoha vládním a nevládním snahám o snížení chudoby a jejích účinků. Snahy se pohybují od sousedské pomoci až po kampaně s celostátním zaměřením. Zaměřují se na konkrétní skupiny postižené chudobou, jako jsou děti, lidé s autismem, přistěhovalci nebo lidé, kteří jsou bez domova.
Nedávné debaty se soustředily na potřebu politik, které se zaměřují jak na „příjmovou chudobu“, tak na „majetkovou chudobu“. Obhájci tohoto přístupu argumentují, že tradiční vládní politiky chudoby se zaměřují výhradně na doplnění příjmů chudých prostřednictvím programů jako je Aid to Families with Dependent Children (AFDC) a Food Stamps. Podle ukazatele CFED Asserts and Opportunity pro rok 2012 27 % domácností – což je téměř dvojnásobek procent, které jsou dle příjmu chudé – žije v „majetkové chudobě“. Tyto rodiny nemají úspory ani na 3 měsíce dopředu nebo jiná aktiva na pokrytí základních výdajů (rovnající se tomu, co by bylo možné zakoupit s příjmem z chudé úrovně), pokud dojde k propuštění nebo jiné mimořádné události vedoucí ke ztrátě příjmu. Od roku 2009 vzrostl počet rodin s nedostatkem aktiv o 21 % z přibližně jedné z pěti rodin na jednu ze čtyř rodin. S cílem poskytnout pomoc těmto rodinám s nedostatkem majetku poskytl Kongres 24 milionu dolarů na správu programu Assets for Independence. Program pod vedením ministerstva zdravotnictví a lidských služeb USA. Program umožňuje komunitním neziskovým organizacím a vládním agenturám provádět individuální rozvojový účet nebo IDA programy, které jsou založeny na rozvojové iniciativě. Každý dolar uspořený v IDA je spojen s federálními a nefederálními prostředky, které umožňují domácnostem přidávat do svého portfolia aktiv nákup svého prvního domova, zisk postsekundárního vzdělání nebo zahájení nebo rozšiřování malých podniků.
Kromě toho je Earned Income Tax Credit (EITC nebo EIC) kreditem pro osoby, které mají nízké až střední příjmy. Tento úvěr jim umožňuje získat peníze od vlády, pokud jejich celková daňová náročnost je nižší než celkový získaný kredit, což znamená, že to není jen snížení celkové placené daně, ale může být novým příjmem domácnosti. The Earned Income Tax Credit se považuje za největší program na snížení chudoby ve Spojených státech. V USA probíhají diskuze o tom, jaká je nejúčinnější cesta při boji s chudobou prostřednictvím daňového řádu EITC nebo zákona o minimální mzdě.
Programy vládních bezpečnostních sítí zavedené od Války proti chudobě pomohly snížit míru chudoby z 26 % v roce 1967 na 16 % v roce 2012 podle Dodatkového modelu chudoby (SPM) vytvořeného Kolumbijskou univerzitou, zatímco oficiální míra chudoby USA se nezměnila, neboť samotná ekonomika provedla jen málo kroků pro snížení chudoby. Podle studie Kolumbijské univerzity z roku 2013, která vytvořila metodu SPM pro měření chudoby by míra chudoby v dnešní době bez těchto programů činila 29 %. Analýza studie provedená Kevinem Drumem naznačuje, že americký sociální stát účinně snižuje chudobu mezi staršími, ale poskytuje poměrně málo pomoci chudým osobám v produktivním věku. Studie společnosti PewCharitable Trust z roku 2014 ukazuje, že bez sociálních programů, jako jsou potravinové známky, sociální zabezpečení a federální EITC, bude míra chudoby v USA mnohem vyšší. Nicméně USA má nejslabší sociální síť ze všech rozvinutých národů. Socioložka Monica Prasadová ze Severozápadní univerzity tvrdí, že se tato situace vyvíjela spíše kvůli vládní intervenci než jejímu nedostatku, což zlepšilo spíše spotřebitelské úvěry na uspokojení potřeb občanů než na uplatňování politiky sociální péče jako v Evropě.